# Seeleute-Ausweis
Ein Seeleute-Ausweis ist ein amtliches Dokument zum Nachweis einer beruflichen Tätigkeit in der Seeschifffahrt. Er soll den Landgang in fremden Häfen erleichtern, insbesondere wenn der Reisepass während des Diensts an Bord vom Kapitän auf dem Schiff verwahrt wird.
Völkerrechtlich geregelt ist der Seeleute-Ausweis durch das ILO-Übereinkommen 185 über Ausweise für Seeleute von 2003, das 2019 von 35 Staaten ratifiziert war. Nach Art. 2 und 3 des Übereinkommens muss jeder Unterzeichnerstaat seinen Seeleuten auf Antrag einen Seeleute-Ausweis mit einem bestimmten Inhalt ausstellen. Nach Art. 6 Abs. 4 ist Ausweisinhabern in jedem Unterzeichnerstaat ein kurzfristiger, visumsfreier Landgang zu ermöglichen.
In manchen Staaten dient der Seeleute-Ausweis gleichzeitig als Ausbildungsnachweis für Seeleute nach dem STCW-Übereinkommen.

## Deutschland
Deutschland hat das ILO-Übereinkommen über Ausweise für Seeleute nicht ratifiziert. In Deutschland ersetzt der Seeleute-Ausweis seit dem Inkrafttreten des Seearbeitsgesetzes 2013 das Seefahrtbuch. Er ist für Seeleute freiwillig, kann beim Bundesamt für Seeschifffahrt und Hydrographie gegen eine Gebühr von 25 € beantragt werden und ist zehn Jahre gültig. Gesetzliche Grundlage ist § 62 der Seeleute-Befähigungsverordnung.
Der deutsche Seeleute-Ausweis dient nicht als Passersatz oder Identitätsnachweis und ist vom Notreiseausweis für Seeleute nach § 13 Abs. 5 und vom Passierschein für Seeleute nach § 24 Abs. 2 der Aufenthaltsverordnung (früher: Landgangsausweis) zu unterscheiden.

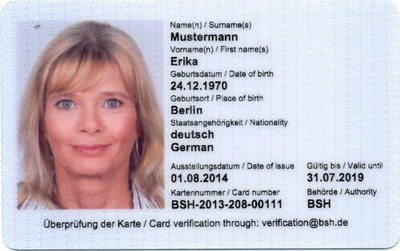
Deutscher Seeleute-Ausweis (Vorderseite)
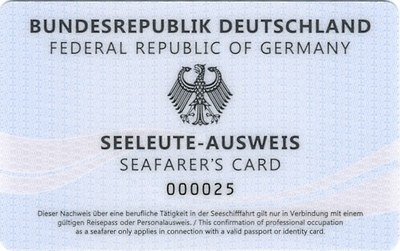
Deutscher Seeleute-Ausweis (Rückseite)

## Volksrepublik China
In China stellt das Amt für Sicherheit auf See (海事局) chinesischen Seeleuten einen Seeleute-Pass (海員證) aus. Rechtsgrundlage ist eine Verordnung des Transportministeriums aus dem Jahr 2008. Die ILO-Konvention 185 wurde noch nicht ratifiziert. Der Seeleute-Pass ist maschinenlesbar und fünf Jahre lang gültig.

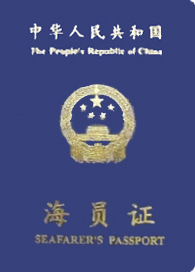
Chinesischer Seeleute-Pass (Umschlag)
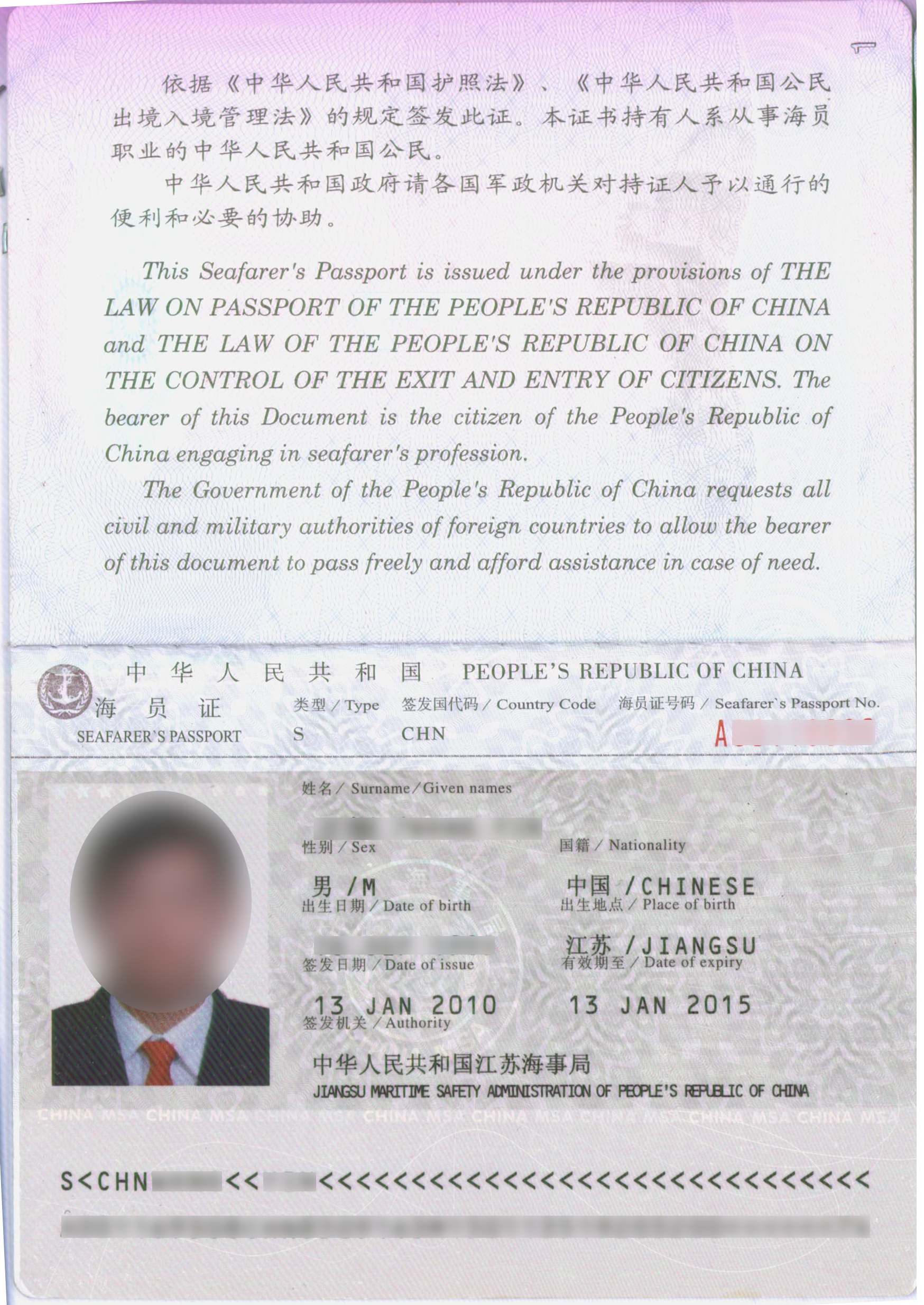
Chinesischer Seeleute-Pass (Innenteil)

## Philippinen
Die Philippinen, das Heimatland etwa eines Viertels aller Seeleute in der internationalen Seeschifffahrt, haben die ILO-Konvention 185 im Jahr 2012 ratifiziert. Ausweisdokument ist das Seafarer's Identification and Record Book, das gleichzeitig die Kriterien des STCW-Übereinkommens nachweist. Der Name weist noch auf die Tradition des Seefahrtbuchs hin. Es wird von der Maritime Industry Authority gegen eine Gebühr von 800 Pesos ausgestellt und ist 10 Jahre lang gültig.

## Vereinigtes Königreich
Im Vereinigten Königreich ist das Ordinary Seaman Certificate Voraussetzung für die Tätigkeit an Bord eines Handelsschiffs. Die ILO-Konvention 185 wurde noch nicht ratifiziert. Antragsteller müssen nach dem STCW-Übereinkommen unter anderem ihre Identität nachweisen, ein Mindestalter aufweisen und einen Gesundheits- und Drogentest absolvieren.

## Vereinigte Staaten
Der Ausweis für Seeleute aus den USA ist seit 2009 das Merchant Mariner Credential, wobei die Vereinigten Staaten die ILO-Konvention 185 nicht ratifiziert haben. Daneben weist es die Kriterien des STCW-Übereinkommens nach. Es wird nach Überprüfung des Antragstellers vom National Maritime Center der United States Coast Guard ausgestellt, ist maschinenlesbar und wird von der Transportation Security Administration als Ausweisdokument anerkannt.
Daneben besteht noch das Transportation Worker Identification Credential als weiteres Dokument für Seeleute, das den Zugang zu geschützten Hafenanlagen erlaubt.

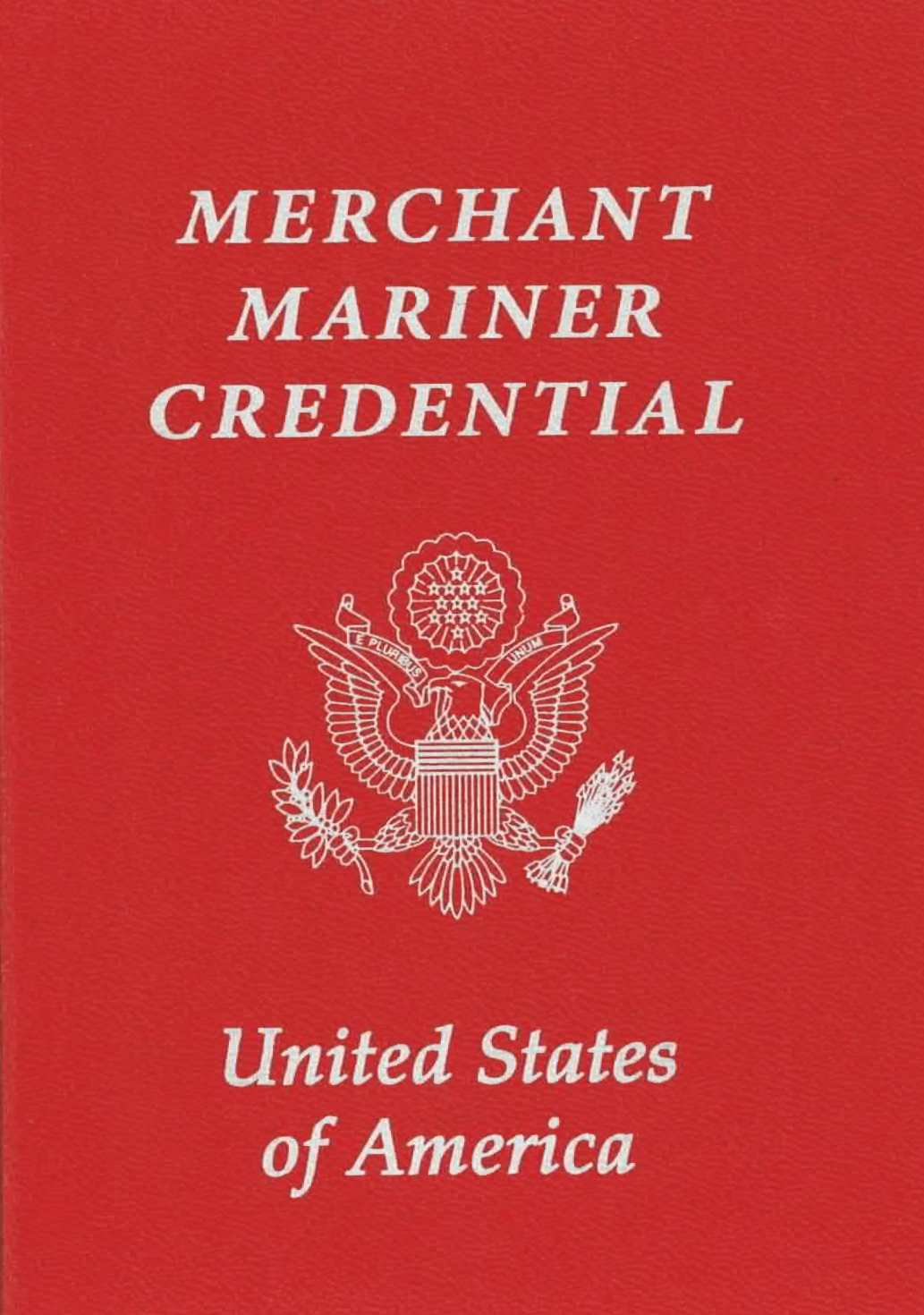
Merchant Mariner Credential (Umschlag)
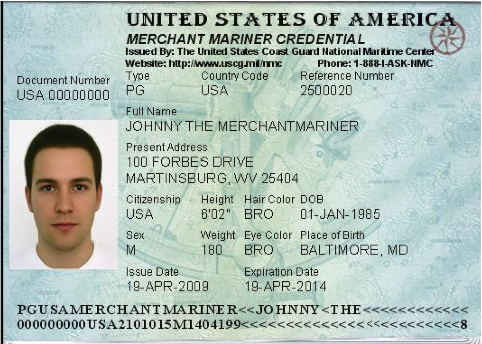
Merchant Mariner Credential (Innenteil)